# کالکوپیریت
کالکوپیریت (به انگلیسی: Chalcopyrite) با فرمول شیمیایی CuFeS2 از مجموعه کانی هاست و در زبان یونانی Khalkos یعنی مس و pur به معنای آتش است. حل شونده در HNO۳ و HCl Cu:35% ,Fe:30%, S:35%  برای اولین بار در چک اسلواکی کشف شد و از نظر شکل بلور: پسودوتترائدریک -، رنگ: زردبرنجی با انعکاس سبز، شفافیت: کدر (اپاک)، جلا: فلزی، رخ: خیلی ناقص - در سطح، سیستم تبلور: دوشکلی - کوادراتیک - تتراگونال و در رده‌بندی سولفور است و منشأ تشکیل آن ماگمایی - دگرگونی مجاورتی- متاسوماتیک - است.
همایند کانی‌شناسی (پارانژ) آن - اسفالریت- پیریت- کلسیت- مارکاسیتهیدروترمال - رسوبیماکله است
، از نظر ژیزمان بلور- آگرگات دانه‌ای - توده‌ای فراوان است و بیشتر در آلمان غربی و شرقی، یوگسلاوی، چک اسلواکی، نروژ، فرانسه، سوئد، شیلی، بلغارستان یافت می‌شود.
به منظور حذف آهن از کالکوپریت از روش تشویه (Roasting) استفاده می‌شود. در این روش با دمیدن اکسیژن در دمای بالا آهن تبدیل به اکسید شده و از کالکوپریت جدا می‌شود.